# Смиловене
Тракийска резиденция „Смиловене“ се намира в едноименната местност на 9,5 km от град Копривщица и на около 11 km от град Стрелча.
Разположен е на естествена височина на рид, открояващ се на десния бряг на река Меде дере. Архитектурата на обекта се доближава до описаните от Ксенофонт резиденции на тракийските владетели – тюрзиси. Според хипотезата на проучвателката – българската археоложка Даниела Агре, в тази добре укрепена резиденция е живял тракийски династ, управлявал областта и вероятно погребан след смъртта му в подмогилното гробно съоръжение при Жаба могила край град Стрелча. Това е най-масивната тракийска укрепена резиденция, откривана на територията на България. На места укрепителната стена е запазена до 6 m височина.

## Датиране
Събраните находки на обекта свидетелстват, че изграждането на тюрзиса датира от края на V век пр. Хр. След римското завоевание на Балканите през I век той е бил повторно обитаван през императорската и късната Антична епоха.

## Архитектура
Зидовете на оградния зид са дебели между 2,8 и 3 m, като лицата на гранитни блокове са оформени много фино. Пълнежът между лицата е от ломени камъни, примесени с кал. Приложена е изключителна техника за оформянето на ръбовете на блоковете – изпилени са, че да пасват идеално. Всички редове са нивелирани до милиметър, въпреки сериозната денивелация на терена. Градежът е сух. Гранитът за лицата на укреплението е местен, а къщата е строена от жълт пясъчник, какъвто в района няма. Материалът вероятно е транспортиран от най-малко 10 km разстояние.
Вторият етаж на жилището на владетеля стъпва на дебелите зидове на първия. На първото ниво е имало широко отворено помещение, зад него друго, ползвано вероятно за склад, защото екипът на Даниела Агре открива отломки от големи съдове за зърно и течни храни. Двураменно каменно стълбище с площадка е водело към второто ниво, където вероятно помещенията са били повече. Масивни дървени греди, обмазани с глина, са разделяли двата етажа. Сградата е имала двускатен покрив с дълга стряха. Дъждовната вода, която се е стичала по нея, се е събирала и отвеждала в нарочно вдълбан в гранитния блок дълбок улей, нарочно е издаден пред фасадата, за да отвежда водата далече от основите, за да не бъдат подкопавани.
Вероятно входът на резиденцията е бил на южната или на югозападната страна.
Масивността и импозантността на градежа са нарочно търсени, защото това е свидетелствало за големи възможности – посилни само за тракийски владетел. Целта е дворецът да впечатлява и да всява респект.

## Археологическо проучване
Първите археологически разкопки се провеждат през месец октомври 2006 година, като обектът се проучва във връзка с цялостното археологическо проучване на района на Панагюрска Средна гора по проект „Средногорие“. Научен ръководител е Даниела Агре. Разкопките се финансират от Геотехмин-София, Община Копривщица и Исторически музей Копривщица.
При тези първоначални проучвания е установено, че обектът е укрепен по цялата си площ. Крепостната стена е изградена след предварителна планировка съобразена с особеностите на терена. Градежът е от обработени квадри. Дебелината на зида е от 2,80 до 3,00 m. Изграден е на сухо, като техниката на градежа е псевдоизодомна – двуредна ортостатна, от два реда редуващи се ниски и високи ортостати.
Основите на градежа са от по-грубо обработени гранитни блокове с различна големина, но строго подравнени, които се издават напред пред стената, като своеобразен цокъл. При южната и северната стена в градежа е използвана материковата скала. Съвпадението на фугите през ред е по-скоро изключение и според Агре, трябва да се подчертае, че не е търсено такова съвпадение. Това според нея обаче се компенсира от добрата обработка на лицевите повърхности. Част от блоковете от ниските редове навлизат дълбоко в емплектона, като действат като анкери и създават много устойчива структура на зида.
Емплектонът е от ломени камъни с кал. Квадрите са фино рустицирани.
Строителният материал, начина на обработката му и техниката при изграждане на цялата стена е еднакъв. Проучвателите не откриват видими следи от преустройство и преправки на стената. Особеностите на структурата на зида са предопределени от разположението на обекта върху малка площ на връх, поради това външното и вътрешното лице са разположени на различни нива.
През археологическия сезона на 2007 г. върху целия обект е заложена план-квадратна мрежа 5 х 5 m, ориентира на север – юг.
Находките, открити в проучените квадрати, са сходни на тези от открити през 2006 г. и са от изцяло нарушения културен пласт. Те включват голямо количество замазки и битова керамика, изработена на ръка и грънчарско колело. По-голяма част от керамиката е датирана от късната Желязна епоха. При керамиката, работена на ръка, преобладава релефната украса, състояща се от прищипнати с пръсти ленти и коси насечки. Сред керамиката има и няколко фрагмента от ранната Желязна епоха с щемпелувана украса и фрагменти от гръцка черно-фирнисова керамика. Открита е и римска битова керамика, изработена на ръка и колело. Сред останалите находки са тежести за
стан с пирамидална форма, прешлени за вретено и хромели.
По време на проучванията през 2007 г. е открит надпис на старогръцки върху масивен каменен блок, отнасящ се към IV век пр. Хр., на който ясно се разчитат буквите „ITAM“ (ИТАМ). Според Агре, ако отпред е имало още две букви, вероятно се касае за собствено име, но съществува и вероятността това да е краят на пожелателен текст в смисъл „собственикът да благоденства“. Каменният блок с надписа е бил поставен като фронтон на входа на владетелската къща. Междувременно е открит и втори надпис, гласящ – „САР“ – „ЦАР“ или „САР“. Каменният блок, върху който е изсечен, е открит паднал на самата скална основа, от която е започнал строежът на сградата – от вътрешността на градежа.
През 2008 г. обектът не е проучван археологически.
Разкопките са възобновени през 2009 година и продължават през 2010 и 2011 година. Установено е че след IV – III век пр.Хр, резиденцията е обитавана повторно през II век, а впоследствие през III – IV век.
На територията на тюрзиса са открити и оброчни плочки, които подсказват, че резиденцията в същия или по-късен период е била и светилище посветено на Тракийския херос.
При проучванията са открити и монети от края на V век пр. Хр. до края на IV век сл. Хр. С най-голям номинал е сребърната монета на императрица Фаустина – съпруга на император Марк Аврелий, отсечена в периода 161 – 175 г. Според тези находки екипът на Даниела Агре условно установя времето на опожаряване и изоставяне на резиденцията, което се случва вероятно при варварските нашествия в Римската империя към края на IV век.
В непосредствена близост до обекта е имало древна каменоломна, както и няколко мини, които не са проучени, но се предполага, че датират от периода, в който е изграден тюрзисът.
През IV век сл. Хр. (по времето на император Константин Велики) на мястото е обитавано по-несъстоятелни хора. Те използват оцелелите масивни стени да строят заслони, докато добиват злато в река Медедере. Свидетелство, за което са характерните за златодобива съдове от тази епоха.

## Факти и хипотези
Според геодезиста инж. Атанас Каменаров (разработвал картирането на обекта), тюрзисът е изграден по проект, в който са предвидени и най-малките детайли (дори канализацията е била предварително заложена); каменаро-масивеният градеж е най-мащабният разкрит в България от който и да е период; от техническа гледна точка широчината на квадрите и здравината на стената предполагат висок градеж, а градежът е замислен да издържи векове.
Според Даниела Агре, тюрзисът е обитаван съвсем кратко от този, който е финансирал изграждането му. Малкото количество висококачествена битова керамика свидетелства, че собственикът на резиденцията почти не е живял там. Хипотезата на Агре, имайки предвид, че всеки знатен тракиец е бил и воин, най-вероятно е загинал в битка. Периодът, когато е изграден тюрзисът съвпада с походите на Филип Македонски в Тракия. Агре не изключва династът да е паднал в сраженията с македонския владетел. Според нея е малко вероятно, да е станал жертва на местен конкурент, защото тракийските владетели се обединяват срещу Филип, временно загърбвайки враждите помежду си. Съдейки по липсата на находки след III век пр. Хр., вероятно семейството на владетеля напуска тюрзиса след смъртта му, а неговият наследник не е продължил да използва резиденцията. Първите следи за повторно обитаване на сградите са от Римската епоха.
Даниела Агре изказва предположението, че много е вероятно владетелят, който е изградил тюрзисът да е бил погребан в гробницата под Жаба могила край град Стрелча. Тя участва в разкопките на подмогилното съоръжение през 1976 година, като част от екипа на Георги Китов, който разкрива импозантната куполна гробница. Гробната ѝ камера е ограбена още в древността, но в преддверието ѝ археолозите откриват погребални дарове достойни за владетел – скелет на елитен ездитен кон, четирикола колесница, сбруя със сребърни апликации, скъпи съдове и каменен барелеф на лъв.
Гробницата в Жаба могила е изградена през IV век пр. Хр. и още при разкриването ѝ археолозите изказват предположението че владетелят положен в нея е живял някъде в района на Копривщица или Стрелча. Според Даниела Агре, точно тридесет години след откритията в Жаба могила, тя и екипът ѝ са получили все повече свидетелства в полза на хипотезата, че тюрзисът при Смиловене е домът на погребания в Жаба могила.
Тюрзисът и гробницата под Жаба могила са изградени по едно и също време в IV век пр. Хр. Обработката на квадрите е еднаква, а също и технологията на градежа. Според Даниела Агре, собственикът на двете съоръжения е местен одриски владетел, управлявал огромни територии в тази част на Средна гора – вероятно чак до Старосел. Династът е осигурявал човешки ресурс за армията на Одриското царство, разпологал е със собствена гвардия. В укрепената резиденция е живял със семейството си, а в съседство са били жилищата на най-приближените му. Може би финансовият ресурс, с който е разполагал, е свързан с рудодобива – в района има много рудници, експлоатирани през Желязната епоха. Минаващата през близката равнина река Медедере е златоносна.
Животът в тюрзиса прекъсва чак до II век сл. Хр., но градежът е доста добре запазен и отново е използван за частна резиденция. В продължение на поне 150 години тюрзисът е активно обитаван. Някой от новите обитатели загубва спестяванията си в сребърни монети, които археолозите откриват на място, които датират от Римската епоха.

## Консервация
Обектът е консервиран, като някои участъци от него са покрити с полиатилен.
Маркировъчни табели липсват. На около 200 m преди обекта е закачена забранителната табела гласяща, че обектът се охранява, а статутът на същия е на „археологически обект с национално значение“.
Всички селищни и надгробни могили и средновековни отбранителни валове са обявени за паметници на културата в категория с национално значение. Разпореждане на МС № 1711 от 22 ноември 1962 г.